# Offshore Powerboat Racing

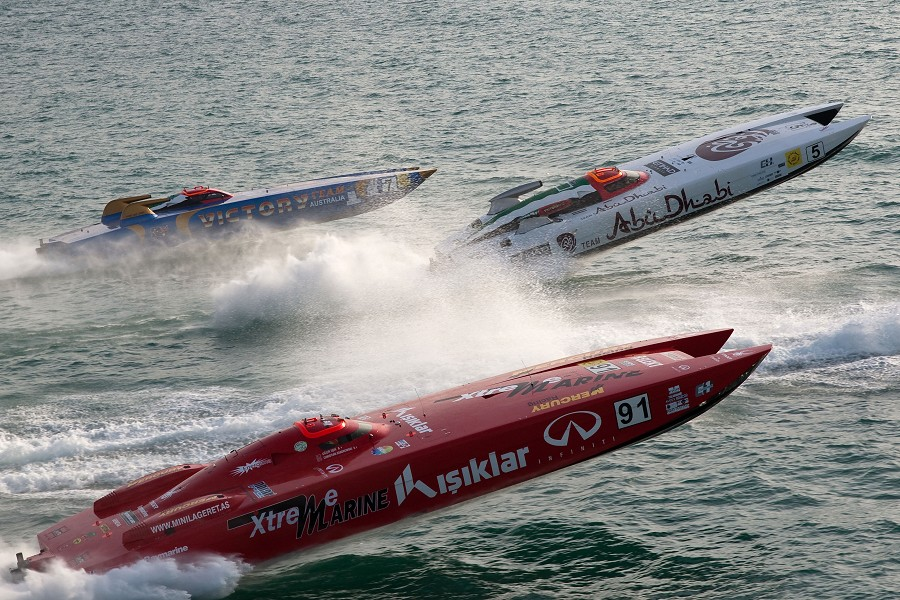
Class 1 Boote beim Dubai Grand Prix, 2012

Das Offshore Powerboat Racing ist ein Langstreckenrennen mit Rennbooten in Küstennähe auf offener See, manchmal auch auf großen Binnengewässern. An Bord sind dabei mindestens zwei Personen: der Driver fährt das Boot und kümmert sich um die Navigation, damit das Boot auf möglichst kurzem Weg die nächste Wendeboje erreicht. Der Throttleman (Drosselklappenmann) reguliert die Leistung der beiden Motoren. Bei Wellengang ist die Leistung bei jedem einzelnen Wellenberg und Wellental anzupassen, außerdem gilt zu vermeiden, dass bei einem Sprung über Wellen (wenn beide Propeller keine Berührung mit dem Wasser haben) die Drehzahlen nach oben schnellen und die Maschinen Schaden nehmen. Erfahrene Throttlemen sind hochbezahlte Spezialisten, die oft über Sieg oder Niederlage entscheiden. Bei größeren Rennbootklassen mit dreiköpfiger Besatzung kommt noch ein Navigator hinzu, so dass der Driver diese Aufgabe nicht gleichzeitig ausführen muss.
Das Reglement für das Offshore Powerboat Racing wird in den meisten Ländern der Welt für die Klassen „Class 1“ und „Powerboat GPS“ (früher bekannt als „Powerboat P1“) von der Union Union Internationale Motonautique  (UIM) festgelegt. In den USA wird Offshore Powerboat Racing von der APBA (American PowerBoat Association) und der UIM gemeinsam reguliert und besteht aus Rennen, die von „Powerboat P1“ veranstaltet werden.
Wegen des hohen finanziellen Aufwands für Rennen und Teams (besonders die Spezialisten wie Tuner und Throttleman sind meist hochbezahlte Profis) ist bei größeren Klassen durchaus Sponsoring üblich. Wer ein entsprechendes Team finanziert, sitzt nicht selten beim Rennen mit an Bord (meist als Driver).

## Geschichte
Eine unbestätigte Theorie besagt, dass der Offshore-Rennsport entstanden ist, weil sich Schmuggler Ende der 1940er-Jahre immer schnellere, hochseefähige Boote bauten, um Zigarren von Kuba in die USA zu „importieren“. Das ist insofern unwahrscheinlich, weil das Embargo der Vereinigten Staaten gegen Kuba erst 1959 begann, und vorher kein signifikanter Mangel bestand. Ein ähnlicher Mythos besteht im Zusammenhang mit der Prohibition, hier war es der Alkoholschmuggel (hauptsächlich aus Kanada) über die Großen Seen.
Tatsächlich gibt es aber bedeutend frühere Belege: 1903 organisierten der Automobile Club von Großbritannien und Irland und sein Ableger, die Marine Motor Association, ein Rennen von Booten, die mit leistungsstarken Automotoren angetrieben waren. Der Gewinner wurde mit der Harmsworth Trophy ausgezeichnet. Offshore-Motorbootrennen wurden erstmals als Sport anerkannt, als 1904 ein Rennen von der Südostküste Englands nach Calais, Frankreich, stattfand. Etwa 20 Boote traten zu einem Rennen über 22 Seemeilen von Dover an. Es gewann das rund 11 Meter lange Boot „Mercedes IV“ mit einem 59 kW (80 PS) Daimler-Motor.
In den Vereinigten Staaten wurde bald darauf die APBA (American Power Boat Association) gegründet, und das erste in den USA offiziell ausgetragene Rennen fand 1911 in Kalifornien statt. 1921 stellte der Amerikaner Gar Wood einen Geschwindigkeits-Rekord für die Strecke Miami–New York auf, der 41 Jahre lang nicht überboten wurde.
Mit den Rennen „Miami - Nassau“ (1956), „Cowes - Torquay - Cowes“ (1961) und „Viareggio - Bastia - Viareggio“ (1962) blühte der Offshore-Rennsport weltweit auf. Ab 1964 gab es die „Sam Griffith Trophy“ als inoffizielle Weltmeisterschaft, ab 1977 wurde daraus eine offizielle U.I.M.-Weltmeisterschaft.

## Klassen und Boote

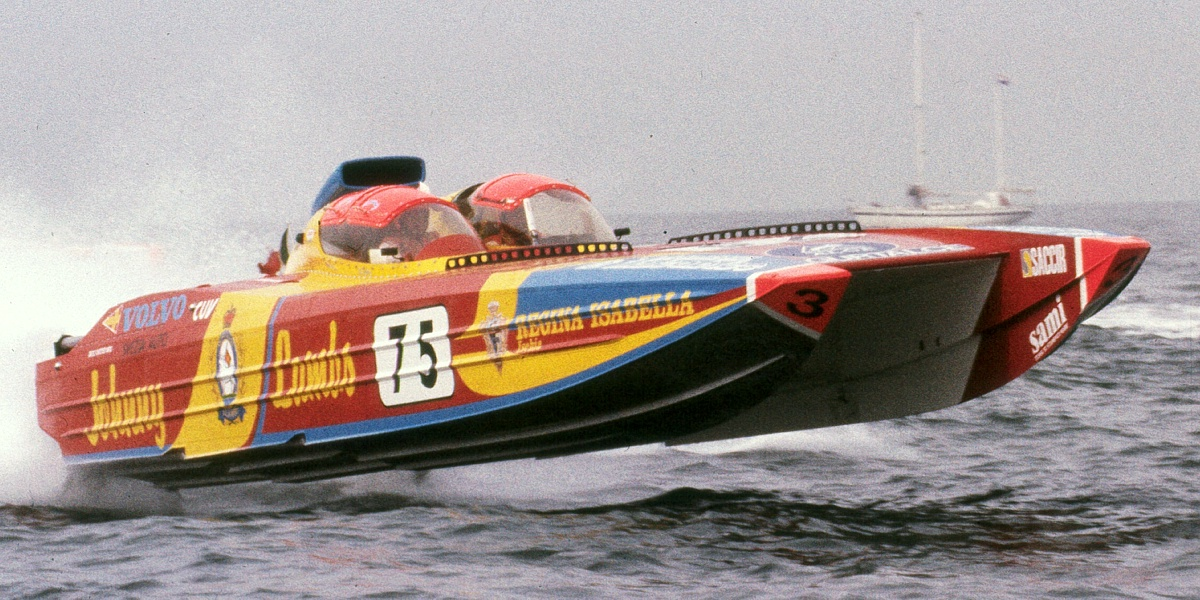
Class1-Offshoreboot in voller Fahrt

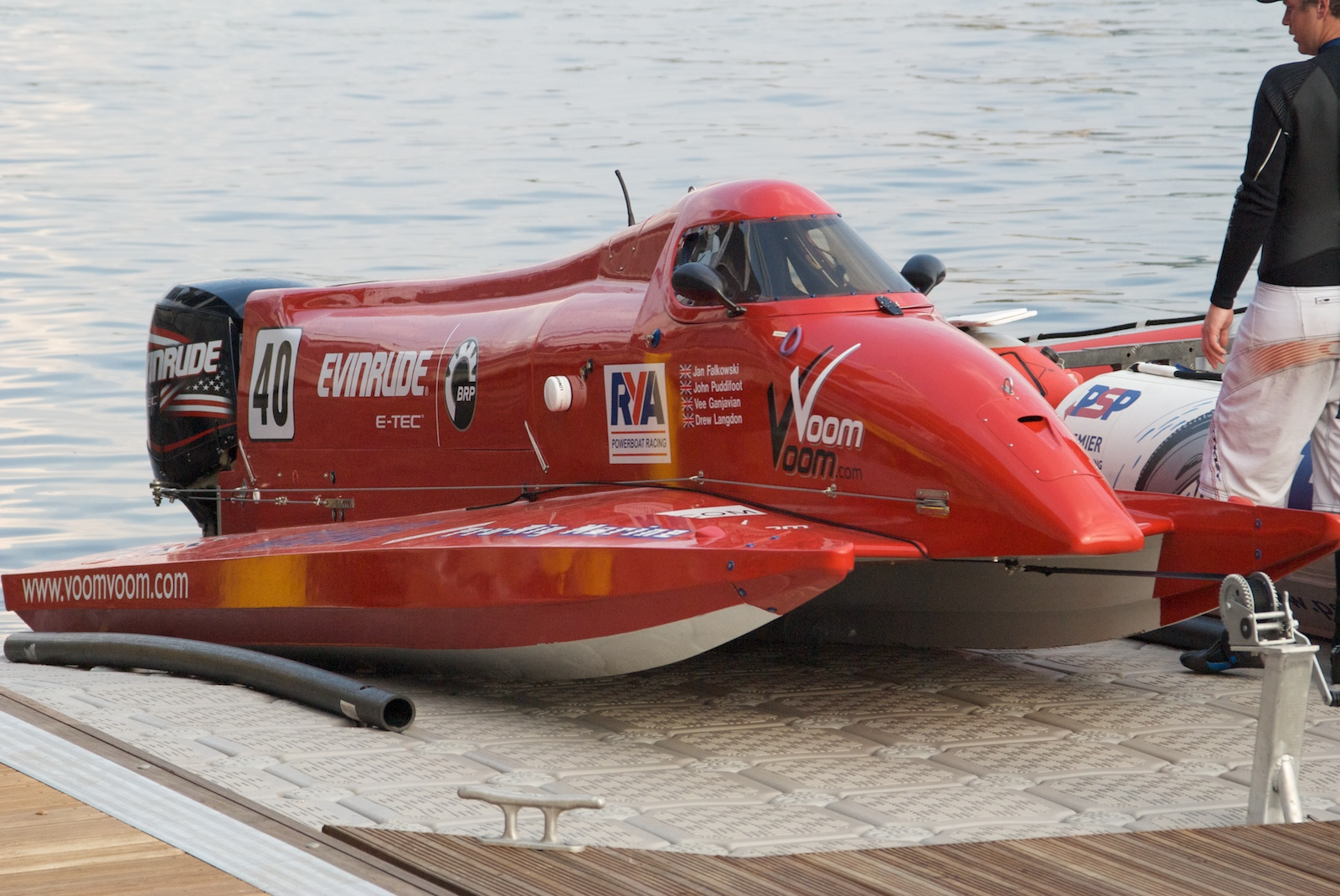
Outboard-Performance-Craft-Klasse

Es gibt im Offshore-Rennsport verschiedenen Klassen, die sich bezüglich Größe der Boote und Motorisierung unterscheiden. Durch verschiedene Verbände und Veranstalter sind klare Abgrenzungen schwer zu treffen, da es teilweise zu Überschneidungen kommt.

### Class 1

#### Boot
Gegenwärtig (Stand 2021) sind in dieser Klasse Katamarane von 37–47 Feet (11,27 – 14,32 Meter) oder  Vee Bottom-Boote (sogenannte Dreikantfeilen) von 40 – 50 Feet (12,19 – 15,24 m) zugelassen, wobei die beiden Rumpftypen ihre Rennen jeweils in eigenen Läufen austragen. Diese Boote haben zwei Inboard-Motoren, meist vom Typ QC4V Mercury Racing Class 1 Race Engine. Die Leistung ist auf 850 PS (625 kW) bei einer Drehzahl von 6350/min beschränkt. Zugelassen ist Benzin mit max. 93 Oktan, das Cockpit muss geschlossen sein. Das Mindestgewicht liegt bei 4950 kg. Im Rennen werden teilweise Durchschnittsgeschwindigkeiten von mehr als 250 km/h erreicht.

#### Crew
Jedes Boot hat eine Zwei-Mann-Besatzung: den „Driver“ (Fahrer), der das Boot navigiert und steuert, und den „Throttleman“ (Drosselklappenmann), der die Geschwindigkeit reguliert, indem er die Drosseln und die Trimmung steuert. Es ist eine Kombination, die absolutes Vertrauen und engste Zusammenarbeit erfordert – vergleichbar einem Auto, in dem Einer lenkt und ein Zweiter Gas gibt. Beide Piloten arbeiten eng mit ihren Boxencrews zusammen, um die richtige Rennabstimmung zu finden: den für die Bedingungen erforderlichen Propellertyp, die Einstellungen für das Übersetzungsverhältnis, die benötigte Kraftstoffmenge und die Renntaktik. Die Wahl des richtigen Propellers ist oft entscheidend über Sieg oder Niederlage.

### Andere Klassen
In der kleinsten Klasse mit Außenbordmotoren von maximal 1000 cm³ ist die Streckenlänge kürzer.
In bestimmten Serien, beispielsweise der „Powerboat P1“ oder der „Honda Formula 4-Stroke“, werden nur Boote vom Typ Dreikantfeile eingesetzt.

#### Klassen des Verbandes APBA und des Veranstalters „Powerboat P1“
Aktuell (Stand 2021) tragen APBA und P1 Meisterschaften in folgenden Klassen aus:
- Class 1[12]
- Super Cat[13]
- VX (Vee Extreme)[14]
- Mod V (SVX-Super Vee Extreme)[15]
- Stock V (Prostock V)[16]
- und sieben (100–700) sogenannte „Bracket-Klassen“ die nach Länge, Motor und Maximaler Geschwindigkeit reglementiert sind (Beispiel: Bracket Class 700)[17]

Diese Vielzahl an Klassen, zusammen mit der Einteilung anderer Verbände/Veranstalter (die sich teilweise überschneiden) und die Tatsache, dass viele Teams an unterschiedlichen Meisterschaften teilnehmen und ihre Boote dafür „dem Reglement anpassen“ verdeutlichen die Schwierigkeit einer generellen Klasseneinteilung.

## Meisterschaften

### Class 1

#### Genereller Modus
Eine Class-1-Saison besteht aus einer Reihe von Einzelveranstaltungen, den „Grand Prix“. Ein Grand Prix beinhaltet drei offiziellen Trainingseinheiten, eine offizielle Qualifikation (die als „Pole Position“ bezeichnet wird) und zwei Rennen. Ein Grand-Prix-Wochenende dauert in der Regel drei Tage. Die Registrierung, die technische Abnahme sowie das erste Training und die Fahrerbesprechungen finden am ersten Tag statt. Am zweiten Tag findet morgens eine Trainingseinheit statt, unmittelbar gefolgt von der Pole Position (Qualifikation), die ebenfalls als separate Meisterschaft gilt, und dem ersten Rennen am Nachmittag. Am dritten Tag folgt auf ein abschließendes Training am Morgen am Nachmittag das zweite Rennen.
Die UIM Class 1 World Powerboat Championship besteht aus mindestens acht Rennen an vier Austragungsorten. Die Rennen gehen über eine Distanz von ungefähr 55 bis 75 Nautischen Meilen (entspricht 102 bis 139 Kilometer) in mehreren Runden von je ungefähr 5 Nm (9,2 km).
Die Ergebnisse der einzelnen Rennen werden zusammengezählt, um am Saisonende den Weltmeister zu ermitteln. Die Weltmeisterschaft wird an das Team vergeben, das während der gesamten Saison die meisten Punkte gesammelt hat. Eine siegreiche Mannschaft erhält 20 Punkte, der Zweitplatzierte 15, und das drittplatzierte Team erhält 12 Punkte.
Die European Championship und die Middle East Championship werden durch vorher bestimmte Veranstaltungen in diesen Gebieten definiert. Die Ergebnisse des offiziellen Qualifying bestimmen den Gewinner der Pole Position Championship.
Die Pole Position wird ebenso wie die Trainingseinheiten über den Grand-Prix-Kurs gefahren, um den Crews eine weitere Gelegenheit zu geben, sich mit den Strecken und Bedingungen vertraut zu machen und über das Setup zu entscheiden. Es fungiert als Qualifikation zur Aufstellung für das erste Rennen, bei der der Pole-Sitter (schnellste Zeit) dann dem offiziellen Startboot am nächsten steht. Die Session dauert 45 Minuten, wobei die Teams mindestens eine Zeitrunde absolvieren müssen und in die „Wet Pits“ (zum Liegeplatz) zurückkehren dürfen, um Anpassungen am Setup vorzunehmen. Die Zeit „unter dem Kran“ (für Arbeiten am Unterwasserrumpf) ist jedoch auf insgesamt 10 Minuten begrenzt.
Jedes Rennen wird von einem offiziell lizenzierten Boot gestartet, das mit reglementierter Geschwindigkeit die Boote von den „Wet Pits“ aus, in einer Reihe nebeneinander unter einer gelben Flagge oder einem gelben Blinklicht, zur Startlinie führt. Der Start erfolgt durch eine grüne Flagge. Der Zieleinlauf von Rennen 1 entscheidet über die Startreihenfolge bei Rennen 2.

#### Aktuelle Situation
Ab der Saison 2017 verlor die Class 1 Championship wegen des Fehlens eines Promoters rapide an Bedeutung. Zuvor, im Jahr 2016, lag die Organisation beim Abu Dhabi International Marine Sports Club, der eine viertägige Meisterschaft mit drei Rennen organisierte. Im Oktober 2020 übertrug die UIM die Austragungsrechte an Powerboat P1Management Limited. Die Vereinbarung hat eine Laufzeit von zehn Jahren und beinhaltet die Organisations- und Vermarktungsrechte für die UIM-Class-1-World-Championship.
Nach dem pandemiebedingten Ausfall 2020 hat der neue Veranstalter im November 2020 einen vorläufigen Rennkalender für 2021 veröffentlicht, der sechs Veranstaltungen in den USA auflistet.

### P1 SuperStock Championship
Diese Meisterschaft ist in gewisser Weise ein „Marken-Cup“. Alle Teams fahren mit identischen Rennbooten mit Außenbordmotoren. P1 SuperStock ist vom Sportverband, der Union Internationale Motonautique (UIM), als internationale Klasse zugelassen.
Alle Teams verwenden das Rennboot P1 Panther 28R. Das Boot wurde 2019 von den verschiedenen Renningenieuren der Branche teamunabhängig entworfen, gebaut und getestet. Das 9 Meter lange P1 Panther 28R wird von Mercury Racings 300R-Außenbordmotor angetrieben. Der 4,6-Liter-V-8-Viertaktmotor mit Digital (DTS)-Drossel leistet 250 PS (183,8 kW). Die Boote liegen sehr flach im Wasser und erreichen bis zu 113 km/h.
Die Rennserie wird auf relativ eng gesteckten Kursen in flachem Wasser in möglichst großer Küstennähe ausgetragen, um den Zuschauern optimale Bedingungen zu bieten. Gleichzeitig soll der Sport bestmöglich präsentiert werden und die Teams unterstützt werden. Eigen-Zitat des Veranstalters: „P1 SuperStock ist die nächste Generation des Motorsports. Rennen, die für Rennfahrer und Fans erschwinglich, gerecht und aufregend sind. P1 SuperStock hat eine internationale Anziehungskraft, Anerkennung und garantierte Medienpräsenz (TV und Print). Wer möchte nicht beteiligt sein, wenn die Welt zuschaut?“.
Die Saison dauert von Mai bis Oktober. Am Rennwochenende gibt es bis zu sechs Rennen mit einer Dauer von jeweils 30 bis 45 Minuten. Die kostenlosen Veranstaltungen ziehen Tausende von Zuschauern an und finden häufig neben der AquaX Jetski-Serie statt.

### Andere
Kleinere Klassen, zum Beispiel die „Class 3A“ (bis 1000 cm³), tragen Welt- oder Europameisterschaften in zwei oder drei Rennläufen an einem (verlängerten) Wochenende aus.

## Bekannte Piloten
- Stefano Casiraghi, kam bei der Titelverteidigung 1990 durch einen Unfall ums Leben.[23]
- Didier Pironi, ehemaliger Formel-1-Rennfahrer, kam 1987 vor der Isle of Wight ums Leben.[24]
- Don Johnson, Schauspieler, 1988 Weltmeister in der Outboard-Performance-Craft-Klasse.[25][26]